# 北上史欧
北上 史欧（きたがみ ふみお、1973年9月28日 - ）は、日本の俳優。

## 概要
兵庫県出身。身長177cm、体重63kg。趣味は水泳、カクテル製作。株式会社ギフトに所属していたが、現在は株式会社イーエー・ワークスに所属。元・芸人志望。吉本に所属していたことがある。

## 出演作

### 映画
- いぬやしき
- パンクしそうだ
- 万能鑑定士Q モナ・リザの瞳
- 二流小説家 シリアリスト
- 黄金を抱いて翔べ
- 疾走
- 天使が降りた日～Diaries～
- Animus Anima
- 歌謡曲だよ、人生は〜東京ラプソディ〜
- 富江REVENGE
- 奇妙なサーカス
- 桃まつり・真夜中の宴/たんぽぽ
- 笑う大天使 - 配達員　役
- TOKYO!〜インテリア・デザイン〜
- 東京オンリーピック〜金ちゃんのメダル〜

### TV
- Jimmy〜アホみたいなホンマの話〜 （ぼんちおさむ役）
- 深夜食堂 -Tokyo Stories- #8長芋のソテー（小谷役）
- 予告犯 -THE PAIN- #1（江藤役）
- 相棒 season13 第17話、第18話（山本繁役）
- 土曜プレミアム
- 突入！福島原発に挑んだ男たち～激闘秘話！命と執念の12日間～
- 尾根の彼方に
- ゴーストママ捜査線 #5
- 東野圭吾ミステリーズ　玲子とレイコ
- 明日をあきらめない・・・がれきの中の新聞社～河北新報のいちばん長い日～
- 深夜食堂 2 #14煮こごり
- 奇跡の動物園2010～旭山動物園物語～
- 幸せになりたい！ #1、2
- 夢で逢いましょう #2
- 生放送はとまらない!
- はんなり菊太郎2
- DRAMATIC J「VACATION」
- チャンス!〜彼女が成功した理由〜
- 帰ってこさせられた 33分探偵
- 俺たちは天使だ! NO ANGEL NO LUCK 第11話（2009年9月9日、テレビ東京）
- 世にも奇妙な物語2009秋SP「自殺者リサイクル法」
- 奇跡の動物園2010〜旭山動物園物語
- 絶対零度 第3話
- パーフェクト・リポート
- ストロベリーナイト - 米田靖史 役
- コドモ警察
- 東野圭吾ミステリーズ 第4話
- ラッキーセブン 第8話

### CM
- 三洋販売「サンスリー ブランド」
- 東海テレビ「企業 : 結婚前夜篇」
- 富士通 「企業 : 暮らしと富士通 すばる望遠鏡篇」
- ケンタッキーフライドチキン「開運パック：チキンのあるお正月篇」
- デフスターレコーズ 「Hot Chemistry」
- HITACHI 「DVDカム Wooo : つり革篇」
- カブドットコム証券 「自動売買 : タイ式篇・東京タワー篇」
- スターチャンネル 「映画とは〔人生+愛〕篇」
- ハドソン 「取り放題¥100」
- Au by KDDI 「au家族割 : 花ムコの母篇」
- WOWOW 「企業 : 再開篇」
- ポーラデイリーコスメ「Cerestミルクtoワックス : すりすり篇」
- 大王製紙 「elisスタイリッシュスリム : スタイリッシュな女篇」
- 富士ゼロックス 「DocuPrint C620 : バスルーム篇」
- NTTドコモ関西
- ライオン
- 銀のさら
- 三菱東京UFJ銀行
- ブリヂストン BLIZZAK「家族の安心」篇
- UQ WiMAX
- ミスタードーナツ 「家族」篇
- サッポロビール「乾杯はつながる」篇

### 舞台
- 「龍よ、狼と踊れ」
- 「きつねのはなし」
- 「首長族の顎髭男」犬神ホーンテッドマンション
- 「三日月堂書店」

### PV
- KEY GOT CREW「いつもここcolor」
- YUKI「ハミングバード」

### ゲーム
- 428 〜封鎖された渋谷で〜 - 御法川実 役

### DVD
- 「月刊NEO 神楽坂恵～火花の時～」
- 「ナース白書」